# 이인구 (정치인)
이인구(李麟求, 1932년 4월 18일~2017년 5월 15일)는 대한민국의 기업인, 정치인이다. 계룡건설의 창업주이며 제13·15대 국회의원을 지냈다. 본관은 한산이다.

## 생애
일제강점기 조선 충청남도 대전군 동면 효평리(현재의 대한민국 대전광역시 동구 대청동)에서, 당시 유학자 출신인 아버지 이성규와 어머니 양매순(1904년생~1995년졸) 부부의 슬하 5남 1녀 가운데, 둘째 아들로 태어났다. 한국 전쟁이 한창아던 1951년 2월 10일, 대전고등학교 졸업 직전에 학도병으로 입대했다. 같은 해 8월 18일, 육군종합학교(육종 2기 임관)를 수료하고 육군 공병 소위로 임관, 이후 어언 2년간 한국 전쟁에 참전하였다. 전쟁 이후 전후 복구 사업 등에 참여하였다. 1958년 연초에 육군 소령으로 진급했으며 중령 시절이던 1964년 2월, 충남대학교 법학과에서 학사 학위를 취득 했다.
1967년 6월 28일, 육군 중령으로 예편했다. 1970년 합자회사 계룡건설을 창업, 대전 지역을 대표하는 향토 기업으로 성장시켰다.

13·15대 국회의원으로도 활동했다. 1992년 1월 연초에 계룡장학재단을 설립해, 근 26년간 1만4000여명의 학생들에게 장학금을 지급하고 광개토대왕비 복제비 건립사업, 삼학사비 중건사업, 일본 백제 문화 유적 탐사 사업, 백야 김좌진 장군 추모사업, 독도 우리 땅 밟기 운동, 유림 경로 효친 대상 제정, 유림 공원 사생대회 등 국가와 지역사회 발전과 전통문화 계승에 헌신했다.
이인구 명예회장은 사재를 탈탈 추리고 털어 내어, 대전 유성구청 인근에 유림공원을 조성, 대전시에 기부했으며, 충남 태안 유류 사고 복구 활동, 대전 시티즌 프로축구단 창단, 나라사랑 보금자리사업 후원, 희망나눔캠페인 후원, 메르스 광역 대책 후원, 와병중 예비역 위문, 유림뜰 조성·기부 등 공익 실현에도 앞장 서 왔다.
2017년 5월 15일, 숙환으로 별세하였다. 장지(묘소)는 세종특별자치시 금남면 국곡리 선영이다. 유족으로는 외동 막내 아들 이승찬 계룡건설 사장 등 비롯한 슬하 자녀 1남 8녀.

## 논란 관련 사태

### 조부 이돈직 가짜 독립운동가 조작
〈오마이뉴스〉는 2003년 “독립투사의 공적비가 변조된 사연”첫 보도에서 "대전지역 대표적 독립운동가 중 한 명으로 꼽히는 김용원 선생의 독립운동 행적에 무명의 '이돈직' 끼워넣기로 독립운동가를 만들려는 첫 시도"라고 고발했다.
이돈직은 대전 지역의 유지인 고(故) 이인구 전직 명예회장의 조부인데, 이돈직의 각종 기념비에 독립운동가 김용원의 행적을 끼워넣기 해서 물의를 빚었고 결국 기념비 철거 소동까지 있었다. 2000년 8월 이후 이돈직을 기리는 기념비는 2003년 12월 당시에만 무궁화동산, 은평공원(월평공원), 효평동 이렇게 3곳이 있었다.
2019년 현재 월평공원 휘호비와 생애비, 무궁화동산 공적비와 휘호비는 이미 폐지 및 철거된 상태이다. 그냥 그저 힘있는 후손에 의해 조상의 공적이 부풀려지는 대표적인 사례이기도 하다. 더구나 가짜 독립운동가 행세를 했다는데에, 대전의 시민들의 원통함이 섞인 분노 및 공분을 자아냈다.

## 상훈
- 화랑무공훈장
- 국민훈장 동백장
- 산업포장
- 대통령 표창

## 같이 보기
- 계룡건설산업
- 유림공원

## 역대 선거 결과
|  | 56.17% |

|  | 39.57% |

|  | 49.87% |

|  | 30.63% |

### 내용주
1. ↑  2000년대 초반 자신의 조부 이돈직을 독립운동가로 둔갑시키기 위해 대전 은평공원에 독립운동 비석과 휘호비를 세우고 했으나 가짜 독립운동가임이 증명됨. 실제 독립운동가인 김용원 선생의 후손과 대전 애국지사 숭모회에서 관련 자료와 증언을 토대로 독립운동을 한 사실이 없음이 밝혀짐.(출처 EBS 방송프로그램 다큐시선 "가짜 독립운동가를 찾아서"등 여러 방송과 언론보도 참고함.)

### 참조주
1. ↑  계룡건설산업 홈페이지
2. ↑  '뚝심의 노회장' 도전으로 이룬 인생역전, 금강일보
3. ↑  
이인구 계룡건설 명예회장, 한밭대서 박사학위, 아시아경제
4. ↑  이인구 계룡건설 명예회장 별세, 뉴시스
5. ↑  “'충청의 거목' 이인구 계룡건설 명예회장 별세”. 뉴스1. 2017.05.15.
6. ↑  “독립투사의 공적비가 변조된 사연”. 오마이뉴스. 2003.12.22.
7. ↑  “[사진] 가짜 독립운동가 공적비, 16년 만에 뽑혔다”. 오마이뉴스. 2019.07.26.
8. ↑  “'훈장'이 뭐길래... 가짜 독립운동가 비석까지 세운 사람들”. 오마이뉴스. 2019.05.17.